# Pieter Timmers
Pour les articles homonymes, voir Timmers.
Pieter Timmers, né le 21 janvier 1988 à Neerpelt, est un nageur belge spécialiste en nage libre médaillé d'argent aux Jeux olympiques de 2016 à Rio de Janeiro.

## Biographie
Pieter Timmers est spécialiste du 100 m nage libre.
En novembre 2010, il découvre sa première compétition avec les séniors lors des Championnats d'Europe petit bassin à Eindhoven aux Pays-Bas, il est inscrit dans trois catégories : le 100 et 200 mètres nage libre, puis le relais 4 × 50 mètres nage libre. Il est éliminé en série lors de ses participations individuelles (18e au 100 m et 22e au 200 m), en revanche avec le relais, la Belgique atteint la finale des championnats en finissant 6e.
L'année suivante, il participe à sa première compétition en grand bassin lors des Championnats du monde de 2011, il est inscrit uniquement lors des relais 4 × 100 m (disqualifié) et le 4 × 200 m où la Belgique termine 13e.
Il participe aux JO de Londres sur le 100 m nage libre hommes, il remporte sa série (avec un record personnel de 48 s 54) devant des nageurs tels que Konrad Czerniak, James Roberts et Yannick Agnel. Il est tout de même éliminé lors des demi-finales en terminant avant-dernier de sa demi-finale remportée par Nathan Adrian, déception pour Pieter avec un chrono en deçà de la série matinale (48 s 57). Il termine 12e des Jeux. Il prend part également aux épreuves de relais avec la Belgique et termine 8e et finaliste sur le 4 × 100 m nage libre et 12e sur le 4 × 200 m nage libre. Les deux relais améliorent par deux fois le record national de Belgique.
En novembre 2012, lors des Championnats d'Europe en petit bassin à Chartres, il termine deuxième du 200 mètres nage libre derrière Yannick Agnel mais il améliore le record de Belgique en 1 min 43 s 08. Il décroche également une médaille de bronze avec le relais 4 × 50 m nage libre en établissant un nouveau record de Belgique en 1 min 25 s 60.
En 2014, il prend part aux Championnats d'Europe à Berlin. Avec le relais belge du 4 x 200 m nage libre, composé de Louis Croenen, Glenn Surgeloose, Emmanuel Vanluchene et Pieter Timmers comme dernier relayeur, en 7 min 10 s 39 (RN), il remporte la médaille de bronze en battant le record de Belgique.
En 2015, aux Championnats d'Europe en petit bassin, il remporte la médaille d'argent sur 100 mètres et sur 200 mètres nage libre en améliorant le record national sur les deux distances.
Le 10 août 2016, aux Jeux olympiques de Rio, il termine deuxième de la finale du 100 m nage libre en 47 s 80 derrière l'Australien Kyle Chalmers. Il établit un nouveau record de Belgique et obtient la médaille d'argent.

## Palmarès

### Jeux olympiques
- Jeux olympiques de 2016 (Rio de Janeiro) :
  -  Médaille d'argent du 100 m nage libre.

| Discipline           | Londres 2012        | Londres 2012       |
| -------------------- | ------------------- | ------------------ |
| 100 m nage libre     | 12e (df)            | 48 s 57            |
| 4 × 100 m nage libre | 8e (f)              | 3 min 14 s 40      |
| 4 × 200 m nage libre | 12e                 | 7 min 14 s 44      |
|                      | Rio de Janeiro 2016 |                    |
| 100 m nage libre     | 2e (f)              | 47 s 80 (RN)       |
| 4 × 100 m nage libre | 6e (f)              | 3 min 13 s 57 (RN) |
| 4 × 200 m nage libre | 8e (f)              | 7 min 11 s 64      |

### Championnats du Monde

#### En grand bassin de 50 m
| Discipline           | Shanghai 2011 | Shanghai 2011      |
| -------------------- | ------------- | ------------------ |
| 4 × 200 m nage libre | 13e           | 7 min 17 s 39 (RN) |
|                      | Kazan 2015    |                    |
| 100 m nage libre     | 7e (f)        | 48 s 31            |
| 200 m nage libre     | 25e           | 1 min 48 s 43      |
| 4 × 100 m nage libre | 9e            | 3 min 15 s 50      |
| 4 × 200 m nage libre | 6e (f)        | 7 min 9 s 64 (RN)  |
|                      | Budapest 2017 |                    |
| 100 m nage libre     | 16e (df)      | 48 s 96            |
| 200 m nage libre     | 31e           | 1 min 48 s 13      |
|                      | Gwangju 2019  |                    |
| 50 m nage libre      | 20e           | 22 s 32            |
| 100 m nage libre     | 16e (df)      | 48 s 91            |
| 4 × 100 m nage libre | 14e           | 3 min 15 s 34      |

#### En petit bassin de 25 m
| Discipline           | Doha 2014    | Doha 2014          |
| -------------------- | ------------ | ------------------ |
| 100 m nage libre     | 6e (f)       | 46 s 90            |
| 200 m nage libre     | 12e          | 1 min 43 s 35      |
| 4 × 100 m nage libre | 6e (f)       | 3 min 7 s 54 (RN)  |
| 4 × 200 m nage libre | 5e (f)       | 6 min 52 s 66 (RN) |
|                      | Windsor 2016 |                    |
| 50 m nage libre      | 23e          | 21 s 83            |
| 100 m nage libre     | 27e          | 48 s 15            |
| 200 m nage libre     | 10e          | 1 min 44 s 29      |
| 4 × 200 m nage libre | 8e (f)       | 7 min 2 s 36       |

### Championnats d'Europe

#### En grand bassin de 50 m
- Championnats d'Europe 2014 (Berlin) :
  -  Médaille de bronze du 4 × 200 m nage libre.
- Championnats d'Europe 2016 (Londres) :
  -  Médaille de bronze du 4 × 100 m nage libre.
  -  Médaille d'argent du 4 × 200 m nage libre.

| Discipline           | Debrecen 2012 | Debrecen 2012      |
| -------------------- | ------------- | ------------------ |
| 100 m nage libre     | 7e (f)        | 49 s 19            |
| 200 m nage libre     | 8e (df)       | 1 min 49 s 25      |
| 4 × 100 m nage libre | 4e (f)        | 3 min 15 s 34 (RN) |
| 4 × 200 m nage libre | 4e (f)        | 7 min 15 s 58 (RN) |
|                      | Berlin 2014   |                    |
| 100 m nage libre     | 9e (df)       | 48 s 96            |
| 200 m nage libre     | 5e (f)        | 1 min 47 s 01 (RN) |
| 4 × 100 m nage libre | 5e (f)        | 3 min 16 s 62      |
| 4 × 200 m nage libre | 3e (f)        | 7 min 10 s 39 (RN) |

#### En petit bassin de 25 m
- Championnats d'Europe 2012 (Chartres) :
  -  Médaille d'argent du 200 m nage libre.
  -  Médaille de bronze du 4 × 50 m nage libre.
- Championnats d'Europe 2013 (Herning) :
  -  Médaille de bronze du 4 × 50 m nage libre.
- Championnats d'Europe 2015 (Netanya) :
  -  Médaille d'argent du 100 m nage libre.
  -  Médaille d'argent du 200 m nage libre.
- Championnats d'Europe 2017 (Copenhague) :
  -  Médaille d'argent du 100 m nage libre.

| Discipline          | Eindhoven 2010  | Eindhoven 2010     |
| ------------------- | --------------- | ------------------ |
| 100 m nage libre    | 18e             | 48 s 97            |
| 200 m nage libre    | 22e             | 1 min 47 s 65      |
| 4 × 50 m nage libre | 6e (f)          | 1 min 27 s 27      |
|                     | Chartres 2012   |                    |
| 50 m nage libre     | 4e (f)          | 21 s 52            |
| 100 m nage libre    | 5e (f)          | 46 s 95            |
| 200 m nage libre    | 2e (f)          | 1 min 43 s 08 (RN) |
| 4 × 50 m nage libre | 3e (f)          | 1 min 25 s 60 (RN) |
|                     | Herning 2013    |                    |
| 50 m nage libre     | 23e             | 22 s 15            |
| 100 m nage libre    | 12e             | 47 s 79            |
| 4 × 50 m nage libre | 3e (f)          | 1 min 24 s 86 (RN) |
| 4 × 50 m 4 nages    | 15e             | 1 min 37 s 37      |
|                     | Netanya 2015    |                    |
| 50 m nage libre     | 5e (f)          | 21 s 34            |
| 100 m nage libre    | 2e (f)          | 46 s 61 (RN)       |
| 200 m nage libre    | 2e (f)          | 1 min 42 s 85 (RN) |
| 4 × 50 m nage libre | 4e (f)          | 1 min 25 s 08      |
|                     | Copenhague 2017 |                    |
| 50 m nage libre     | 10e (df)        | 21 s 30            |
| 100 m nage libre    | 2e (f)          | 46 s 54 (RN)       |
| 4 × 50 m nage libre | 7e (f)          | 1 min 25 s 92      |
|                     | Glasgow 2019    |                    |
| 50 m nage libre     | 7e (f)          | 21 s 35            |
| 100 m nage libre    | 13e (df)        | 47 s 39            |

Légende
(df) : demi-finale, (f) : finale, (RN) : Record National

## Référence
1. ↑  Fiche de Timmers à Londres 2012
2. ↑  Première médaille belge à l'Euro de natation pour le 4x200m nage libre, rtbf.be